# FV 4101 Charioteer
Az FV 4101 Charioteer a Brit Szárazföldi Erők páncélvadásza, az 1950-es években fejlesztették ki a Cromwell harckocsiból.

## Történet
A tűzerő megnövelésének érdekében az 1950-es évek elején a Királyi Páncélos Erőknél, néhány Cromwell harckocsit 75 mm-es löveggel (a Centurion harckocsival megegyező) és új toronnyal láttak el. Az új harckocsit FV 4101-es Charioteer páncélvadásznak nevezték el. A páncélos csak az 1950-es évek közepén és végén állt szolgálatban a Brit honvédelmi Erőknél, a legtöbb harckocsit eladták Ausztriának, Finnországnak és Jordániának.

## Alkalmazók
- Osztrák Szövetségi Hadsereg – (80)
- Finnország hadereje – Finnország 38 db "Charioteer Mk VII Model B" vásárolt 1960-ban, amik egészen 1979-ig szolgálatban álltak. A harckocsik 2007-ig voltak raktárban, majd árverésre kerültek.
- Jordánia hadereje – Jordánia két század (24 jármű) Charioteer-t vásárolt a 3-adik Páncélos Ezrede számára, 1954-ben. Néhány járművet eladtak Libanonnak.
- Libanon hadereje – Néhány libanoni harckocsit a Palesztin Felszabadító Szervezet (PLO) használta az 1978-as Észak-Libanoni konfliktusban, Izrael ellen.
- Brit Szárazföldi Erők